# Молоковоз

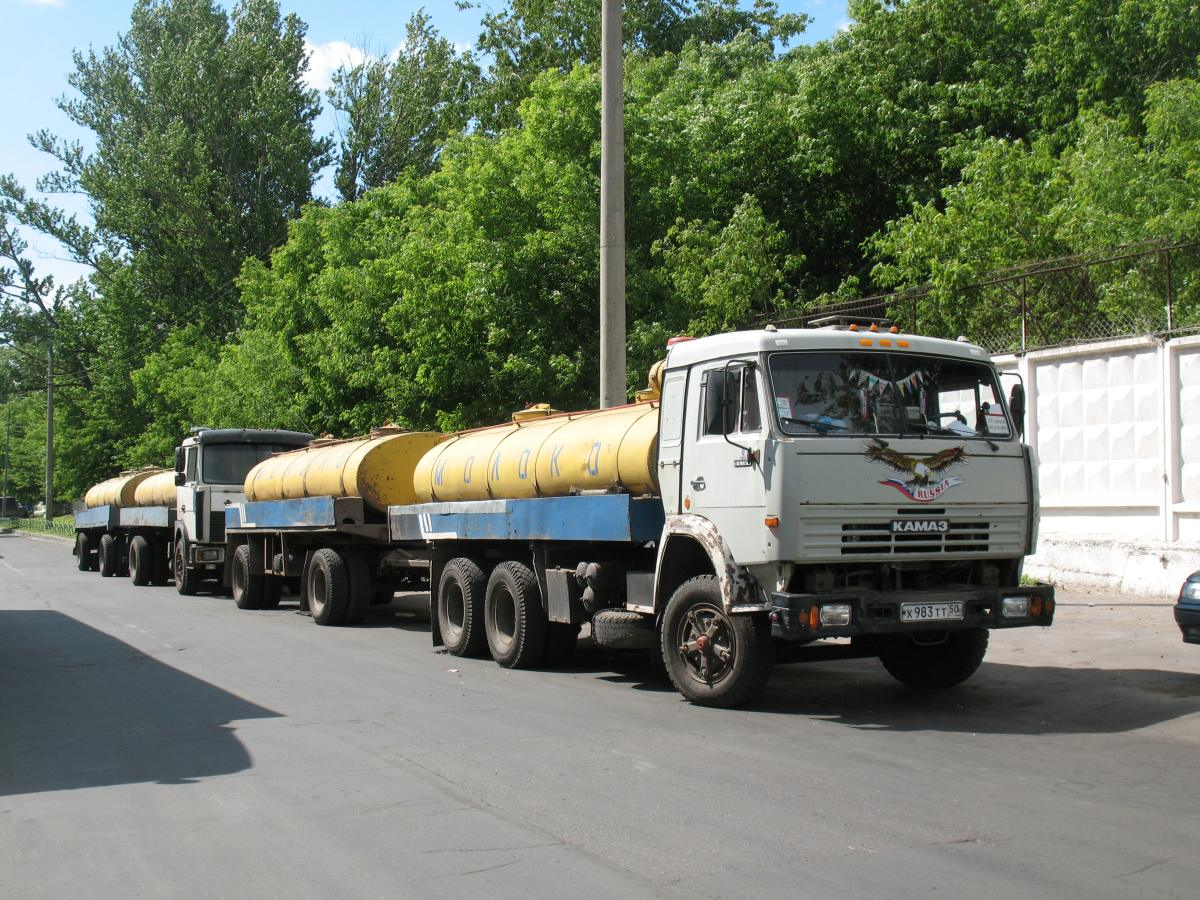
Молоковозы КамАЗ и МАЗ

Молоковоз IFA W50 на почтовой марке ГДР. 1982 г.

Молоково́з — автомобиль с кузовом-цистерной, предназначенный для перевозки молока.
Является разновидностью специальной техники с цистерной для транспортировки молока. Помимо молока молоковоз может транспортировать питьевую и минеральную воду, растительное масло. Благодаря термоизоляции цистерны молоковоз способен транспортировать молоко в течение 10 часов при температуре воздуха до 35 °C. Кузов молоковоза представляет собой цистерну или бункер из нержавеющей стали или алюминия.

## Описание
Молоковозы могут использовать прицепы или полуприцепы в составе автопоезда (например автопоезд-молоковоз Г6-ОПА-15,5).

## Другие транспортные средства для перевозки молока

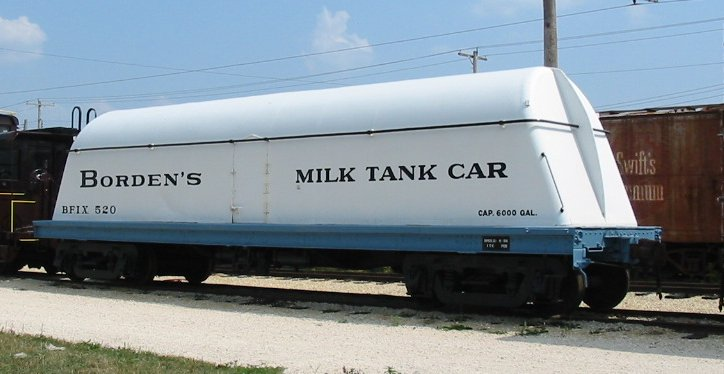
для перевозки молока в США

- Для доставки фасованного молока используются небольшие электоромобили (Milk float[англ.])[4].
- По железнодорожной дороге молоко перевозится в специальных вагонах-цистернах для молока[англ.].